# Хермский диалект нормандского языка
Хермский диалект нормандского языка — исчезнувший диалект нормандского языка, употреблявшийся на острове Херм, современное население которого составляет около 60 человек. Дата исчезновения диалекта неизвестна.